# 華優希
華 優希（はな ゆうき、1993年11月13日 - ）は、日本の女優。元宝塚歌劇団花組トップ娘役。愛称は、はなちゃん、のぞみ。
京都府京都市、立命館高等学校出身。ジャパン・ミュージックエンターテインメント（イー・コンセプト）所属。

## 来歴
2012年、宝塚音楽学校入学。
2014年、宝塚歌劇団に100期生として入団。入団時の成績は23番。月組公演「宝塚をどり／明日への指針／TAKARAZUKA 花詩集100!!」で初舞台。
2015年、組まわりを経て花組に配属。
可憐な容姿で早くから注目を集め、2017年、明日海りお・仙名彩世トップコンビ大劇場お披露目となる「邪馬台国の風」で、新人公演初ヒロイン。続く「はいからさんが通る」（ドラマシティ・日本青年館公演）で、東上公演初ヒロイン。元気溌溂なキャラクター・花村紅緒を演じ、当たり役となる。
2018年の「ポーの一族」で、トップスター・明日海りお演じる主人公の妹メリーベル役に抜擢。
2019年、仙名彩世退団公演となる「CASANOVA」で、2度目の新人公演ヒロイン。同年4月29日付で花組トップ娘役に就任。明日海りおの4人目の相手役として、「恋スルARENA」（横浜アリーナ公演）でトップお披露目。続く「A Fairy Tale／シャルム!」で大劇場トップコンビお披露目。同公演をもって明日海が退団し、柚香光を2人目の相手役に迎える。
2020年、自身初の東上ヒロイン作の再演となる「はいからさんが通る」で、柚香とのトップコンビ大劇場お披露目。新型コロナウイルス感染拡大による公演休止期間を経て、約4ヶ月遅れでの大劇場お披露目となった。
2021年7月4日、「アウグストゥス／Cool Beast!!」東京公演千秋楽をもって、宝塚歌劇団を退団。緊急事態宣言により、宝塚での千秋楽は大劇場史上初の無観客での上演となった。同年、「マドモアゼル モーツァルト」で退団後初の舞台出演。宝塚時代の相手役・明日海と再共演を果たす。

## 人物
宝塚ファンだった祖母、母の影響で、物心つく頃から宝塚の存在は知っていたが、2011年雪組公演「ロミオとジュリエット」を初観劇して衝撃を受ける。「見る側じゃなく、夢を作る向こう側に行きたい」と、進路に悩むモヤモヤが晴れ、音楽学校受験を決意。母親には「普通に結婚してほしい」と反対されたが、今は一番応援してくれている。
芸名の「華」には、「見ていると心に花が咲き、幸せな気持ちになれるような」意味をこめ、偶然にも組の名称とも重なった。

## 宝塚歌劇団時代の主な舞台

### 初舞台
- 2014年3 - 6月、月組『宝塚をどり』『明日への指針 -センチュリー号の航海日誌-』『TAKARAZUKA 花詩集100!!』[3]

### 組まわり
- 2014年11 - 2015年2月、宙組『白夜の誓い -グスタフIII世、誇り高き王の戦い-』『PHOENIX 宝塚!!-蘇る愛-』

### 花組時代
- 2015年3 - 6月、『カリスタの海に抱かれて』『宝塚幻想曲（タカラヅカ ファンタジア）』
- 2015年7 - 8月、『ベルサイユのばら-フェルゼンとマリー・アントワネット編-』『宝塚幻想曲（タカラヅカ ファンタジア）』（梅田芸術劇場・台北国家戯劇院）
- 2015年10 - 12月、『新源氏物語』 - 新人公演：あきつ（本役：音くり寿）『Melodia-熱く美しき旋律-』
- 2016年4 - 7月、『ME AND MY GIRL』
- 2016年9月、『アイラブアインシュタイン』（バウホール）
- 2016年11 - 2017年2月、『雪華抄（せっかしょう）』『金色（こんじき）の砂漠』 - アムダリヤ（回想）、新人公演：ギィ（幼少）（本役：明日海りお）／後宮の女ハディーシャ（本役：春妃うらら）
- 2017年3 - 4月、『仮面のロマネスク』 - ジュリー『EXCITER!!2017』（全国ツアー）
- 2017年6 - 8月、『邪馬台国の風』 - 少年タケヒコ、新人公演：マナ（本役：仙名彩世）『Sante!!』 新人公演初ヒロイン[11][9][8]
- 2017年10月、『はいからさんが通る』（ドラマシティ・日本青年館） - 花村紅緒 東上初ヒロイン[11][8][10][3]
- 2018年1 - 3月、『ポーの一族』 - メリーベル、新人公演：マルグリット・ヘッセン（本役：華雅りりか）／ホテルのメイド（本役：舞空瞳）[9][8]
- 2018年5月、『あかねさす紫の花』 - 鵜野皇女『Sante!!』（博多座）
- 2018年7 - 10月、『MESSIAH（メサイア）-異聞・天草四郎-』 - 小平、新人公演：福（本役：桜咲彩花）『BEAUTIFUL GARDEN-百花繚乱-』
- 2018年11 - 12月、『メランコリック・ジゴロ』 - ティーナ『EXCITER!!2018』（全国ツアー）Wヒロイン
- 2019年2 - 4月、『CASANOVA』 - セラフィーナ、新人公演：ベアトリーチェ（本役：仙名彩世） 新人公演ヒロイン[11]

### 花組トップ娘役時代
- 2019年6月、『恋スルARENA』（横浜アリーナ） トップお披露目公演[11]
- 2019年8 - 11月、『A Fairy Tale -青い薔薇の精-』 - シャーロット・ウィールドン『シャルム!』 大劇場トップお披露目公演[11]
- 2020年1月、『DANCE OLYMPIA』（東京国際フォーラム） - ブリーセーイス／ブリーゼ[10]
- 2020年7 - 11月、『はいからさんが通る』 - 花村紅緒[12][8][3]
- 2021年1 - 2月、『NICE WORK IF YOU CAN GET IT』（東京国際フォーラム・梅田芸術劇場） - ビリー・ベンディックス[10][3]
- 2021年4 - 7月、『アウグストゥス-尊厳ある者-』 - ポンペイア『Cool Beast!!』 退団公演[9][8][10][13][3][4]

### 出演イベント
- 2017年12月、タカラヅカスペシャル2017『ジュテーム・レビュー-モン・パリ誕生90周年-』
- 2018年12月、タカラヅカスペシャル2018『Say! Hey! Show Up!!』
- 2019年12月、タカラヅカスペシャル2019『Beautiful Harmony』[15]
- 2021年5月、華優希スペシャルライブ『華詩集』 主演[16][3]

## 宝塚歌劇団退団後の主な活動

### 舞台
- 2021年10月、『マドモアゼル モーツァルト』（東京建物 Brillia HALL） - コンスタンツェ[14][5]
- 2023年2 - 5月、『キングダム』（帝国劇場・梅田芸術劇場・博多座・札幌文化芸術劇場） - 河了貂[注釈 1][17]
- 2023年8月、『千と千尋の神隠し』（御園座） - リン／千尋の母[18]
- 2024年3 - 8月、『千と千尋の神隠し』（帝国劇場・御園座・博多座・梅田芸術劇場・札幌文化芸術劇場・ロンドン） - リン／千尋の母[注釈 2][19]
- 2024年12月 - 2025年1月、『ヴェニスの商人』（日本青年館ホール・京都劇場・御園座） - ジェシカ[20]

### ドラマ
- 2022年3月、『ドクターホワイト』（フジテレビ系）第8話 - 東堂絵馬[21]
- 2022年5月、『パンドラの果実〜科学犯罪捜査ファイル〜』（日本テレビ系）第3話 - 安田弥生[22]
- 2023年8月、連続テレビ小説『らんまん』（NHK） - 菊千代[23]
- 2023年10月、『THE MISTERY DAY～有名人連続失踪事件の謎を追え～』（日本テレビ系） - 溝口七菜子
- 2023年10 - 11月、『ハイエナ』（テレビ東京系）第1〜3話 - 田山陽菜[24]
- 2024年11月、『無能の鷹』（テレビ朝日）第4話 - 右京鈴 [25]
- 2025年3月、『旅人検視官 道場修作 第4弾』（BS日テレ） - 田中桜子[26]
- 2025年4 - 6月、『ダメマネ! -ダメなタレント、マネジメントします-』（日本テレビ） - 小松千秋[27]

### ラジオ
- 青春アドベンチャー  （NHK-FM）
  - 「黒い瞳のボヘミアン」（2022年6月20日 - 24日、6月27日 - 7月1日）
  - 「太陽の城　月の砦」（2024年2月26日 - 3月1日、3月4日 - 8日）
  - 「星のスケッチブック」（2024年9月16日 - 20日）[28]

## 受賞歴
- 2018年、『宝塚歌劇団年度賞』 - 2017年度新人賞[29]